# Cortiguera (Burgos)

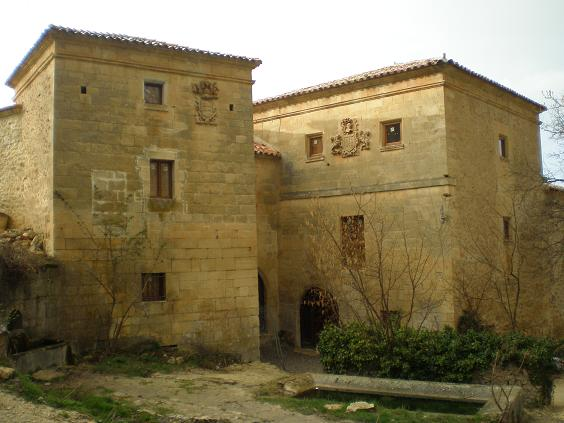
Casas en Cortiguera.

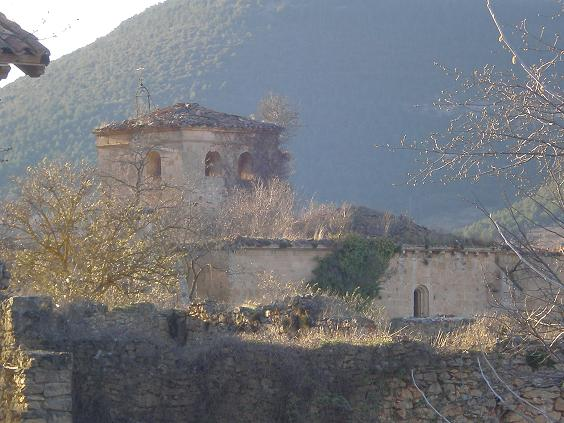
Ruinas de la iglesia de Cortiguera.

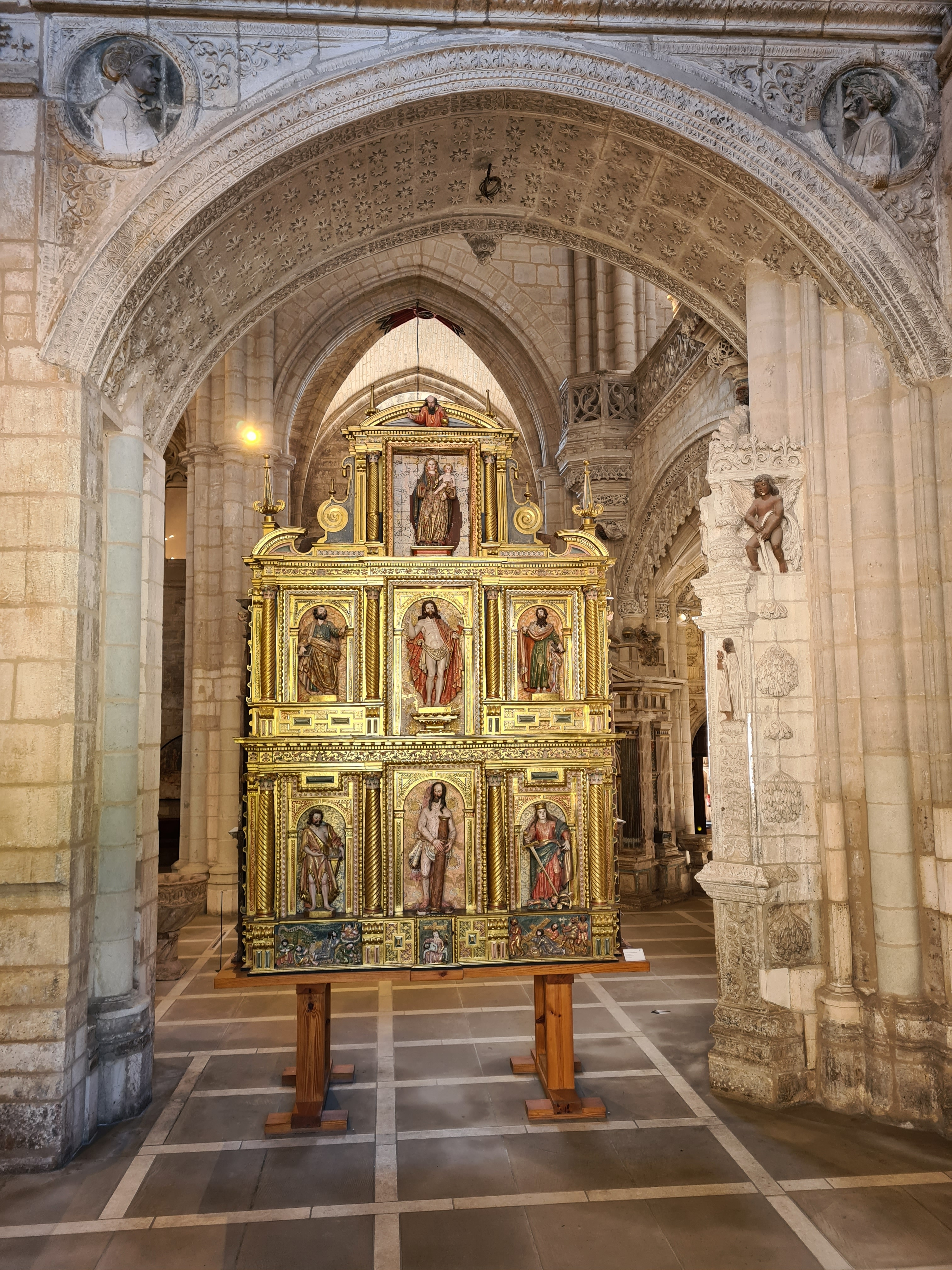
Retablo procedente de la iglesia de San Miguel de Cortiguera, hoy en el Museo del Retablo de Burgos

Cortiguera  es un antiguo municipio de Castilla la Vieja, código INE-099050001, hoy comunidad autónoma de Castilla y León, en la provincia de Burgos (España). Se puede llegar hasta la localidad, situada en la comarca de Páramos y dependiente del Ayuntamiento del Valle de Sedano, por un camino rural.

## Datos generales
La localidad está situada en el entorno natural del valle del Ebro, entre Pesquera de Ebro y Valdelateja, a 30 km de distancia de la capital del municipio y en 2008 contaba con 8 habitantes.

## Entorno natural
Ubicado el Espacio Natural conocido como Hoces del Alto Ebro y Rudrón, el pueblo se sitúa junto al cañón del río Ebro, rodeado de una densa vegetación que protege las casas.

## Edificaciones de interés
- Casas blasonadas y casco urbano: El pueblo, abandonado durante décadas, alberga todavía ruinas de edificios y casas blasonadas de los siglos XVI, XVII y XVIII, mientras que las que se han conservado en mejor estado han sido restauradas, o van siéndolo poco a poco. Algunas de ellas conservan los blasones y las fechas de construcción, como es el caso de las casas de los dos linajes titulares de una capilla propia en la antigua iglesia, los Del Moral (sobre una de cuyas ventanas puede leerse: Moral I(esus) H(omo) S(alvator) María año de 1640) y los De la Fuente Bustamante (cuyas dos casas restauradas, en la fotografía, conservan sendos escudos, bajo uno de los cuales figura  la fecha de construcción del edificio, 1701).

- Iglesia de San Miguel: La iglesia, hoy en estado de ruina e invadida por la vegetación, fue construida en el siglo XVII y pertenece a un estilo gótico tardío. Cuenta con dos capillas góticas del XVII y XVIII de bóvedas de nervios. Sus retablos de Cristo Resucitado, perteneciente al primer barroco burgalés, y de San Miguel, incluido en una corriente primitiva del renacimiento e influido por la tradición de Felipe Vigarny, se conservan hoy en el Museo del Retablo. El campanario, al que aún puede accederse desde dentro de la iglesia por una estrecha escalera de piedra, cuenta con una techumbre de madera (también en ruinas) y alberga una inscripción en la que puede leerse: Año 1864.

## Paisaje
Paisaje propio de la erosión de los páramos calcáreos, cubierto por vegetación muy densa, debido a la abundancia de agua.

## Historia
Localidad que formaba parte del Valle de Sedano incluida en el Partido de Burgos como uno de los catorce que formaban la Intendencia de Burgos, durante el periodo comprendido entre 1785 y 1833. En el Censo de Floridablanca de 1787 la jurisdicción de señorío del pueblo aparece titulada por el Marqués de Aguilar de Campoo, quien fuera alcalde pedáneo del lugar.
En 1843 pertenecía al partido de Sedano y contaba con un total de 10 hogares y 33 habitantes. En 1856 eran 100. Entre el censo de 1857 y el anterior el municipio desaparece porque se integra en el municipio 09404 Valdelateja.

## Literatura
El escritor Miguel Delibes, vinculado con el pueblo de Sedano, ubicó en Cortiguera su obra El disputado voto del señor Cayo, escrita en 1978, que fue llevada al cine en la película homónima por Antonio Giménez-Rico en 1986, con Francisco Rabal como protagonista en el personaje del señor Cayo.